# Море на изобретателността
Морето на изобретателността (на латински: Mare Ingenii) е лунно море, което се намира в южното полукълбо на далечната страна на Луната. То е с диаметър от 318 km и е с площ от около 36 000 km²
Морето е открито е от съветската мисия Луна 3 през 1959 г.
Намира се в Басейна на изобретателността. В Морето на изобретателността се намира големият кратер Томсън, който също е покрит с базалт. На юг от морето се намира светлосивият кратер Обручев, а на североизток - Ван де Грааф.